# Trichostema ruygtii
Trichostema ruygtii là một loài thực vật có hoa trong họ Hoa môi. Loài này được H.Lewis mô tả khoa học đầu tiên năm 2006.